# 阿兰·戈尔德曼
阿兰·戈尔德曼（法語：Alain Goldmann，1931年9月14日—2022年9月4日），法国拉比。

## 生平
1931年生于斯特拉斯堡。在法国以色列神学院接受教育。曾任波尔多拉比、巴黎二十区贝尔维尔犹太教堂拉比、巴黎十五区沙瑟卢-洛巴犹太教堂拉比等职。1981年至1994年，担任巴黎首席拉比。他作为法国拉比群体代表，参加国家道德咨询委员会和欧洲拉比会议。2009年，他作为法国全国人权协商委员会成员，共同签署了反对瑞士同性婚姻的提案。2022年9月4日在巴黎逝世。

## 荣誉
- 法国荣誉军团大军官勋章（2012年）